# Ligne B du tramway de Grenoble
Pour les articles homonymes, voir Ligne B.
La ligne B du tramway de Grenoble est une ligne de tramway desservant l'agglomération de Grenoble. Longue de 10,5 km et dotée d'une vitesse commerciale de 18 km/h, elle relie deux importants campus de l'agglomération grenobloise, celui du polygone scientifique possédant de grands instruments de recherche européens et le domaine universitaire accueillant environ 40 000 personnes quotidiennement.

## Histoire

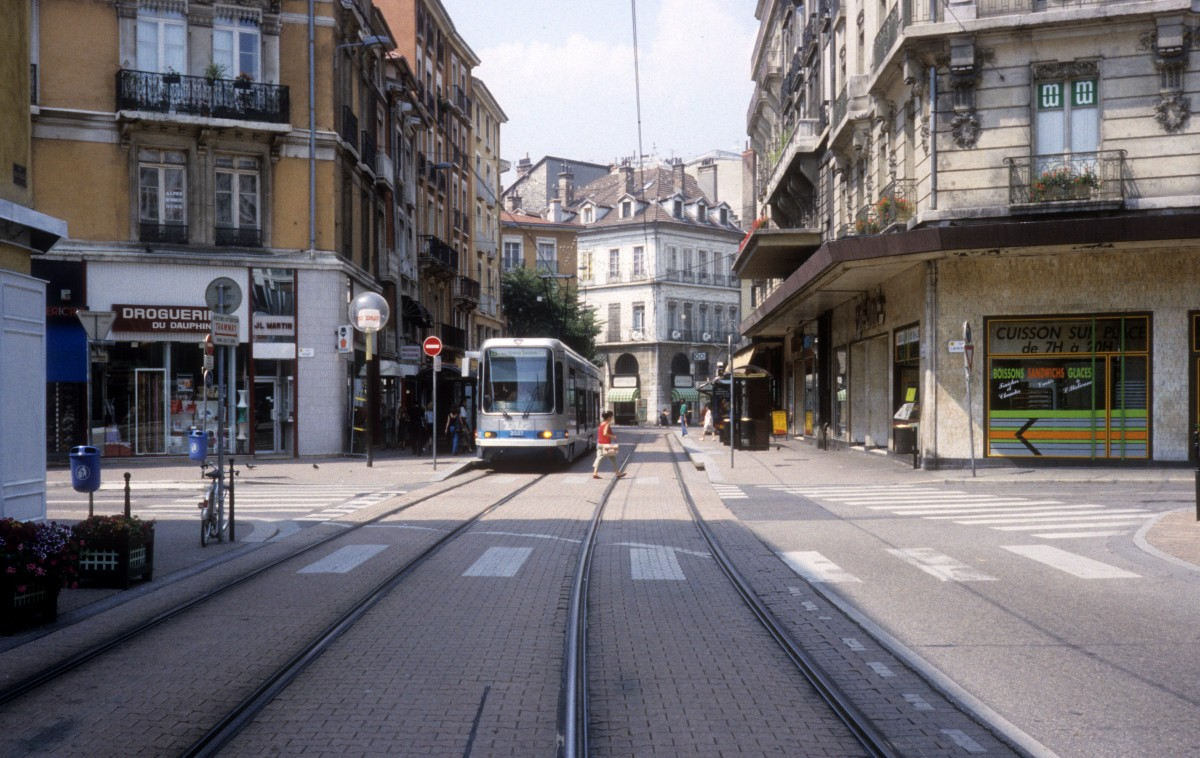
La ligne B en TFS en 1992.

Ouverte trois ans après la ligne A, la ligne B n'en est pas moins envisagée dès le début des études de cette dernière dans les années 1970,. En effet, les études prévoyaient une branche se détachant de la 1re ligne en direction du domaine universitaire de Grenoble et la bifurcation avait été posée en prévision ; les travaux débutent dans la foulée de l'inauguration de la ligne A en 1987 ; la marche à blanc débute le 5 novembre 1990 pour une inauguration le 24 novembre et une mise en service le 26 novembre suivant,,. Cette seconde ligne améliore considérablement la desserte du campus universitaire.
Le premier tronçon relie Gares Europole (aujourd'hui Gares) et Universités (aujourd'hui Bibliothèques Universitaires), en tronc commun avec la ligne à travers l'hyper-centre de Grenoble. Après moins de deux ans de travaux, la ligne est prolongée de la gare au palais de justice, alors en construction — la station Palais de Justice est débaptisée entre 2001 et 2003 car le palais de justice ne fut ouvert qu'à la fin de cette période — dans le quartier Europole, le 29 novembre 1999, suivi le 2 mai 2001 d'une courte extension jusqu'à la Cité scolaire internationale de Grenoble. L'extension dans Europole, d'une longueur totale d'1,2 km, aura coûté 22,8 millions d'euros.
En août 2004, les stations Alsace-Lorraine et Gambetta fusionnent puis l'année suivante les travaux de construction des lignes C et D entraînent plusieurs interruption de trafic estivales. 
Le prolongement de la ligne B est intégrée dans le projet plus global « Tram3 » qui a consisté à :
- Prolonger la ligne B sur 2,4 km jusqu'à la plaine des sports de Gières ;
- La création de la ligne C ;
- La création de la branche C' à Saint-Martin-d'Hères, qui est devenue la ligne D avant le début du chantier ;
- La création du centre de maintenance des tramways de Gières.

Le 13 novembre 2006, la ligne change de dépôt : remisée historiquement à Eybens, la ligne rejoint le nouveau dépôt de Gières et troque ses TFS au profit de Citadis 402. Le 20 mars 2006, la ligne est prolongée jusqu'à la plaine des sports de Gières, toujours en lien avec les lignes C et D, et dessert la nouvelle gare de Grenoble-Universités-Gières, seconde gare de la métropole grenobloise en termes de fréquentation.
En 2012, démarrent les travaux du prolongement de 1,6 kilomètre de la ligne B sur le Polygone scientifique dont la mise en service est prévue le 1er septembre 2014, soit cinq ans de retard par rapport au 1er trimestre 2009 prévu lors de la délibération du comité syndical du SMTC le 24 octobre 2005.
Dans le cadre des travaux, la station Cité Internationale est fermée du 28 avril 2014 jusqu'à l'inauguration de l'extension de la ligne B, le 1er septembre 2014 ; pendant cette période, la station Palais de Justice (aujourd'hui Palais de Justice - Gare) devient le terminus provisoire de la ligne.
Sur la presqu'île scientifique, un parking de 475 places a ouvert ses portes en 2018, sur l'ilot Cambridge.

## Tracé et stations

### Tracé
Le tracé naît à proximité des bâtiments du CNRS au sein du Polygone scientifique. La ligne descend l'avenue des Martyrs puis la rue Félix-Esclangon pour rejoindre la Cité scolaire internationale Europole de Grenoble. La ligne contourne le quartier Europole en suivant notamment la rue Pierre-Semard puis le cours Berriat et entame son tronc commun avec la ligne A dont le premier arrêt majeur est la gare de Grenoble. Depuis cette dernière, la ligne prend la direction du centre-ville en empruntant l’avenue Alsace-Lorraine où se trouve la station du même nom. Elle traverse le boulevard Gambetta et arrive place Victor-Hugo puis traverse le boulevard Édouard-Rey afin d’arriver dans la zone piétonnière du centre-ville de Grenoble où se trouvent les arrêts Victor Hugo et Hubert Dubedout – Maison du Tourisme. Celui-ci est le dernier arrêt que les lignes A et B ont en commun. La ligne bifurque à la Maison du tourisme en direction de la place Sainte-Claire et du musée de Grenoble pour poursuivre vers le quartier de l'île-Verte. Au bout de l'avenue Maréchal-Randon, elle emprunte le pont de l'Île-Verte et rentre à La Tronche dans le campus santé qu'elle traverse avant d'emprunter le pont franchissant l'Isère et d'atteindre le domaine universitaire de Grenoble où quatre stations le desservent, en tronc commun avec la ligne C jusqu'au sud du campus. Elle en ressort pour traverser la ZAC de Mayencin possédant une seule station et atteint après être passée sous la nationale 87, la station jouxtant la gare de Grenoble-Universités-Gières. Elle en repart pour atteindre la station Plaine des sports, terminus de la ligne.

### Principaux ouvrages d’art
La création de la ligne a nécessité la construction d'un pont spécifique pour passer au-dessus de la route départementale 1090 et traverser l'Isère au niveau de la forêt alluviale de La Tronche en direction du domaine universitaire.
Dans le cadre de l'extension à Gières, le passage de la ligne a notamment nécessité de créer un nouveau passage sous la Rocade Sud et des murs de soutènement pour la ligne de tramway qui longe la ligne SNCF vers la gare de Grenoble-Universités-Gières .
En 2012 et 2013, afin de réaliser son extension vers le Polygone scientifique, une place en forme d'ellipse a du être construite devant le centre Minatec. Cette place est surélevée afin d'y faire aboutir une future branche passant au-dessus des voies ferrées, et porte le nom de Nelson Mandela depuis janvier 2014.

### Stations desservies
Liste des stations desservies.
|  |   |  | Station                              | Lat/Long                    | Commune              | Correspondances TAG                     | Cars Région / SNCF / TouGo                                                                |
|  | - |  | ------------------------------------ | --------------------------- | -------------------- | --------------------------------------- | ----------------------------------------------------------------------------------------- |
|  | ■ |  | Oxford                               | 45° 12′ 21″ N, 5° 41′ 58″ E | Grenoble             | C6 C11 C12 C13 22 54                    | X08 T40 T50 T51 T60 T62 T64                                                               |
|  | • |  | Marie-Louise Paris – CEA             | 45° 12′ 09″ N, 5° 42′ 15″ E | Grenoble             | C11 C12 C13 P+R                         | X08 T40 T50 T51 T60 T62 T64                                                               |
|  | • |  | Cité Internationale                  | 45° 11′ 42″ N, 5° 42′ 40″ E | Grenoble             |                                         | T65                                                                                       |
|  | • |  | Palais de Justice - Gare             | 45° 11′ 28″ N, 5° 42′ 42″ E | Grenoble             | C5                                      |                                                                                           |
|  | • |  | Saint-Bruno                          | 45° 11′ 18″ N, 5° 42′ 50″ E | Grenoble             | A                                       |                                                                                           |
|  | • |  | Gares                                | 45° 11′ 24″ N, 5° 42′ 54″ E | Grenoble             | A D C1 C11 C12 C13 C14 84 86            | X08 T40 T50 T51 T60 T62 T64 T65 T73 T75 T83 T90 T91 T92 T95 TGV, TER Auvergne-Rhône-Alpes |
|  | • |  | Alsace-Lorraine                      | 45° 11′ 22″ N, 5° 43′ 13″ E | Grenoble             | A D E C13 C14 • Agence de Mobilité      | T75 T90 T91 T92 T95                                                                       |
|  | • |  | Victor Hugo                          | 45° 11′ 23″ N, 5° 43′ 30″ E | Grenoble             | A D C1 C3 C4 C8 C11 C12 40 84 86        | T83                                                                                       |
|  | • |  | Hubert Dubedout - Maison du Tourisme | 45° 11′ 25″ N, 5° 43′ 42″ E | Grenoble             | A D                                     |                                                                                           |
|  | • |  | Sainte-Claire Les Halles             | 45° 11′ 29″ N, 5° 43′ 50″ E | Grenoble             | D                                       |                                                                                           |
|  | • |  | Notre-Dame Musée                     | 45° 11′ 37″ N, 5° 43′ 56″ E | Grenoble             | D 17 N62                                |                                                                                           |
|  | • |  | Île Verte                            | 45° 11′ 50″ N, 5° 44′ 12″ E | Grenoble             | D                                       |                                                                                           |
|  | • |  | Hôpital Couple Enfant                | 45° 12′ 02″ N, 5° 44′ 28″ E | La Tronche           | D 18 82 85                              |                                                                                           |
|  | • |  | Hôpital Michallon - Grésivaudan      | 45° 12′ 01″ N, 5° 44′ 44″ E | La Tronche           | D                                       |                                                                                           |
|  | • |  | Grand Sablon                         | 45° 11′ 56″ N, 5° 44′ 59″ E | La Tronche           | 41 42 82 85 Navette Stade des Alpes P+R |                                                                                           |
|  | • |  | Université - Les Taillées            | 45° 11′ 32″ N, 5° 45′ 28″ E | Saint-Martin-d'Hères | C D                                     |                                                                                           |
|  | • |  | Gabriel Fauré - MUSE                 | 45° 11′ 32″ N, 5° 45′ 53″ E | Saint-Martin-d'Hères | C                                       |                                                                                           |
|  | • |  | Université - Bibliothèques           | 45° 11′ 32″ N, 5° 46′ 15″ E | Saint-Martin-d'Hères | C C5 C8 C10 23 69 88 • Point Services   |                                                                                           |
|  | • |  | Université - Condillac               | 45° 11′ 21″ N, 5° 46′ 28″ E | Saint-Martin-d'Hères | C                                       |                                                                                           |
|  | • |  | Mayencin - Champ Roman               | 45° 11′ 05″ N, 5° 46′ 45″ E | Gières               |                                         |                                                                                           |
|  | • |  | Gières Gare - Université             | 45° 11′ 08″ N, 5° 47′ 08″ E | Gières               | 23 24 59 69 88 90 N93                   | TER Auvergne-Rhône-Alpes                                                                  |
|  | ■ |  | Plaine des Sports                    | 45° 11′ 16″ N, 5° 47′ 04″ E | Gières               | P+R                                     |                                                                                           |

### Changements de noms
Au cours de son histoire, plusieurs stations de la ligne ont vu le nom évoluer :
- Universités est devenue Bibliothèques Universitaires le 20 mars 2006 ;
- Gabriel Fauré - Campus est devenue Gabriel Fauré le 19 avril 2004 ;
- Gares - Europole est devenue Gares le 11 mars 1996 ;
- Maison du Tourisme est devenue Hubert Dubedout - Maison du Tourisme le 25 juin 1996 ;
- Les Taillées est devenue Les Taillées - Universités le 20 mars 2006 ;
- A. Michallon - Hôpital Nord est devenue Michallon - Hôpital Nord le 23 août 2004 puis Michallon le 1er septembre 2004 ;
- Palais de Justice est devenue Palais de Justice - Gare le 8 juillet 2017 ; la station a été nommé temporairement Firmin Gautier entre le 2 mai 2001 et le 25 août 2003 ;
- Félix Poulat est devenue Victor Hugo le 23 août 1999 ;
- CEA-Cambridge est devenue Marie-Louise Paris – CEA le 2 septembre 2019 ;
- Presqu'île est devenue Oxford le 2 septembre 2019.

## Exploitation de la ligne

### Principes de la desserte

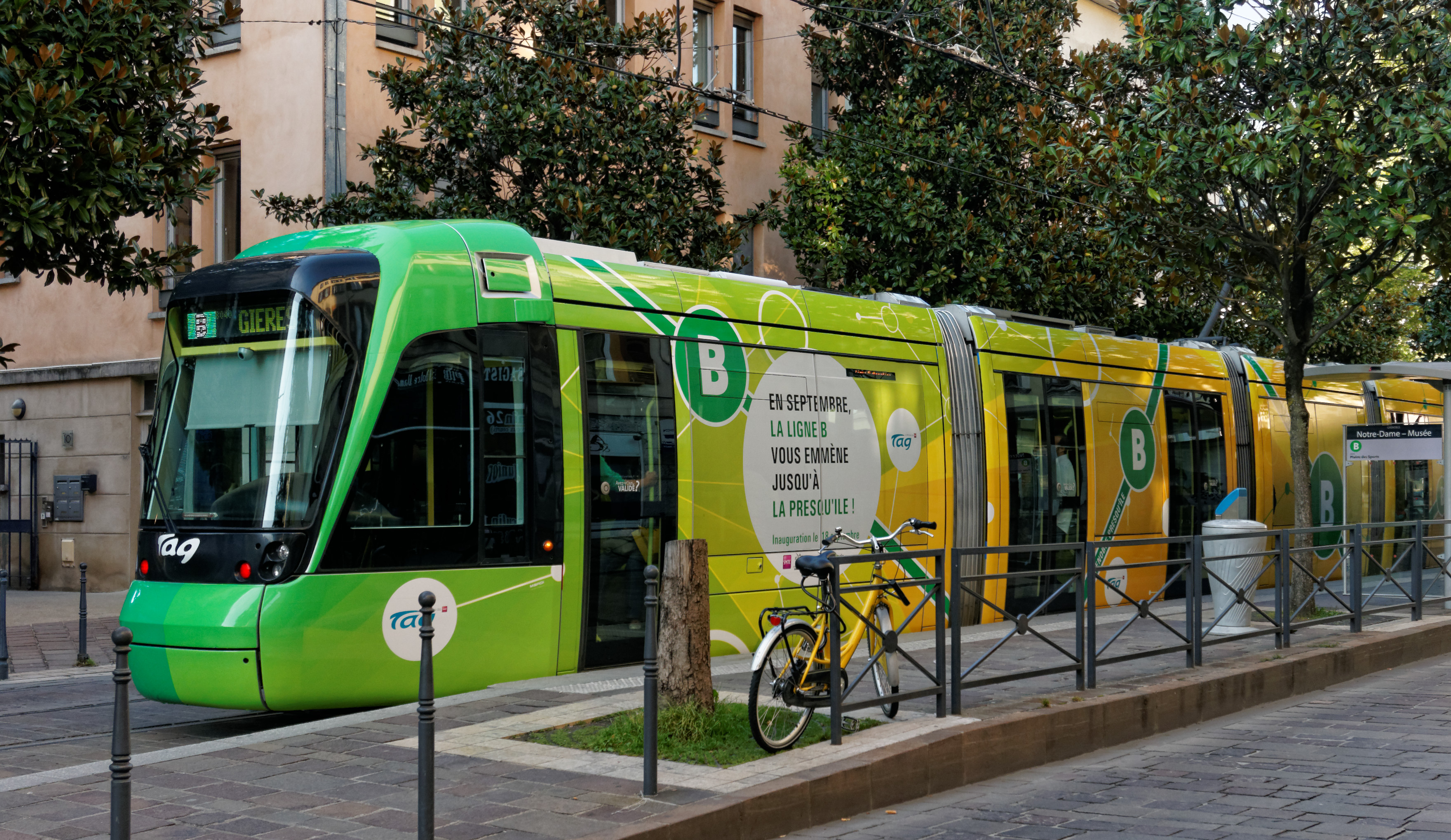
Un Citadis 402 décoré dans le cadre de l'extension de la ligne en 2014.

La ligne fonctionne tous les jours de l'année sauf le 1er mai.
En raison de la proximité du dépôt, le service débute à la station Plaine des Sports à 4 h 35 du lundi au samedi, et à 5 h 26 les dimanches et fêtes, sans services partiels. Le dernier départ de Oxford a lieu à 1 h 05 du lundi au dimanche. À la station Oxford, le premier tram part à 5 h 18 du lundi au samedi, et à 6 h 09 les dimanches et fêtes. Il n'y a aucun service partiel sur cette ligne.
Entre 7 h et 19 h, les trams circulent toutes les 4 à 5 minutes environ (10 minutes le samedi) et entre 19 h et 20 h, les trams circulent toutes les 5 à 7 minutes environ du lundi au vendredi. Il n'y a donc aucune distinction entre les heures de pointe et les heures de pleine journée. Tôt le matin et à partir de 20 h environ, la fréquence minimale est d'un tram toutes les 15 à 20 minutes environ, avec quelques exceptions. Les dimanches et fêtes, la fréquence minimale est d'environ un tram toutes les 15 minutes également, toute la journée.
Sur une partie du parcours, à savoir entre Saint-Bruno et Hubert Dubedout - Maison du Tourisme, les fréquences sont doublées par la ligne A qui circule ici en tronc commun avec la ligne B. Un autre tronc commun existe, avec la ligne C, entre Gabriel Fauré et Condillac - Universités.
La distance moyenne entre stations est de 468 m sur la ligne B. Les tramways bénéficient d'un système de priorité aux carrefours comportant des feux.

### Matériel roulant
À sa mise en service, la ligne était exploitée avec des tramways TFS. Depuis 2005, la ligne est exploitée à l'aide de tramways Citadis 402 mais aussi, plus rarement en cas de manque de rames Citadis, avec des TFS.

### Conduite et signalisation

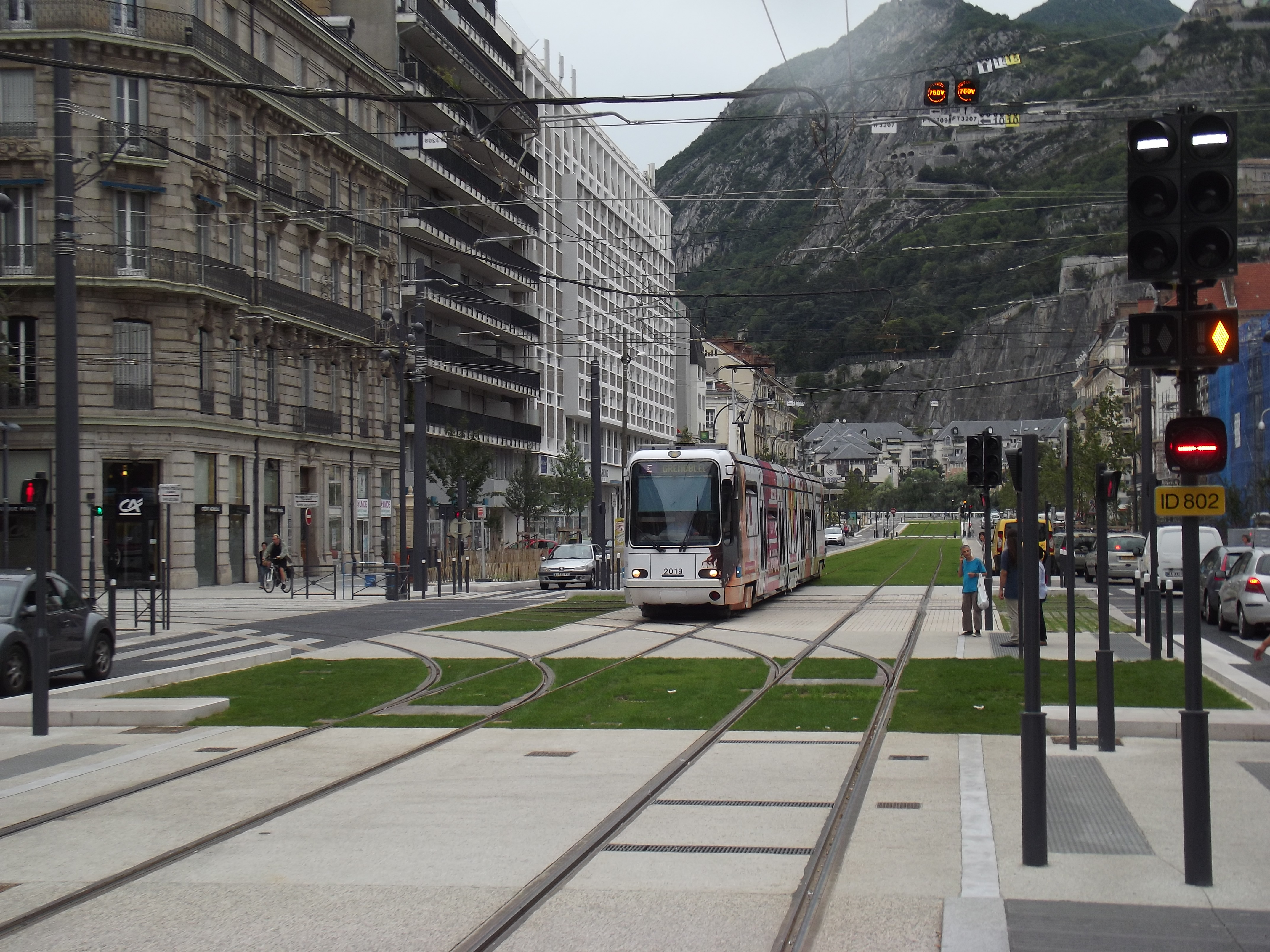
Un feu R17/R18, son signal additionnel d'aide à la conduite (en bas), un signal de protection d'itinéraire (en dessous) et un indicateur de tension (au niveau des fils).

La conduite sur la ligne se fait en « conduite à vue » : on ne trouve donc sur la ligne que des panneaux de limitation de vitesse, des signaux de protection d'itinéraires et des signaux protégeant le franchissement des carrefours. Pour ces derniers, la voirie est équipée de signaux tricolores classiques de type R11 tandis que la ligne est équipée de signaux de type R17 et R18 associés à la signalisation routière. Ces feux sont accompagnés d'une signalisation d'aide à l'exploitation, un losange lumineux signalant la prise en charge de la demande de priorité au carrefour.
Les signaux de protection d'itinéraires se situent avant les appareils de voies (aiguillages). Les panneaux de limitation de vitesse se présentent quant à eux comme des panneaux carrés avec des chiffres noirs sur fond blanc. Enfin, les indicateurs de coupure de courant sont implantés en amont de chaque secteur d'alimentation de la ligne aérienne de contact (LAC) : Un signal750V orange fixe annonce une ligne électrique alimentée, un signal clignotant une ligne non alimentée.

### Remisage et entretien

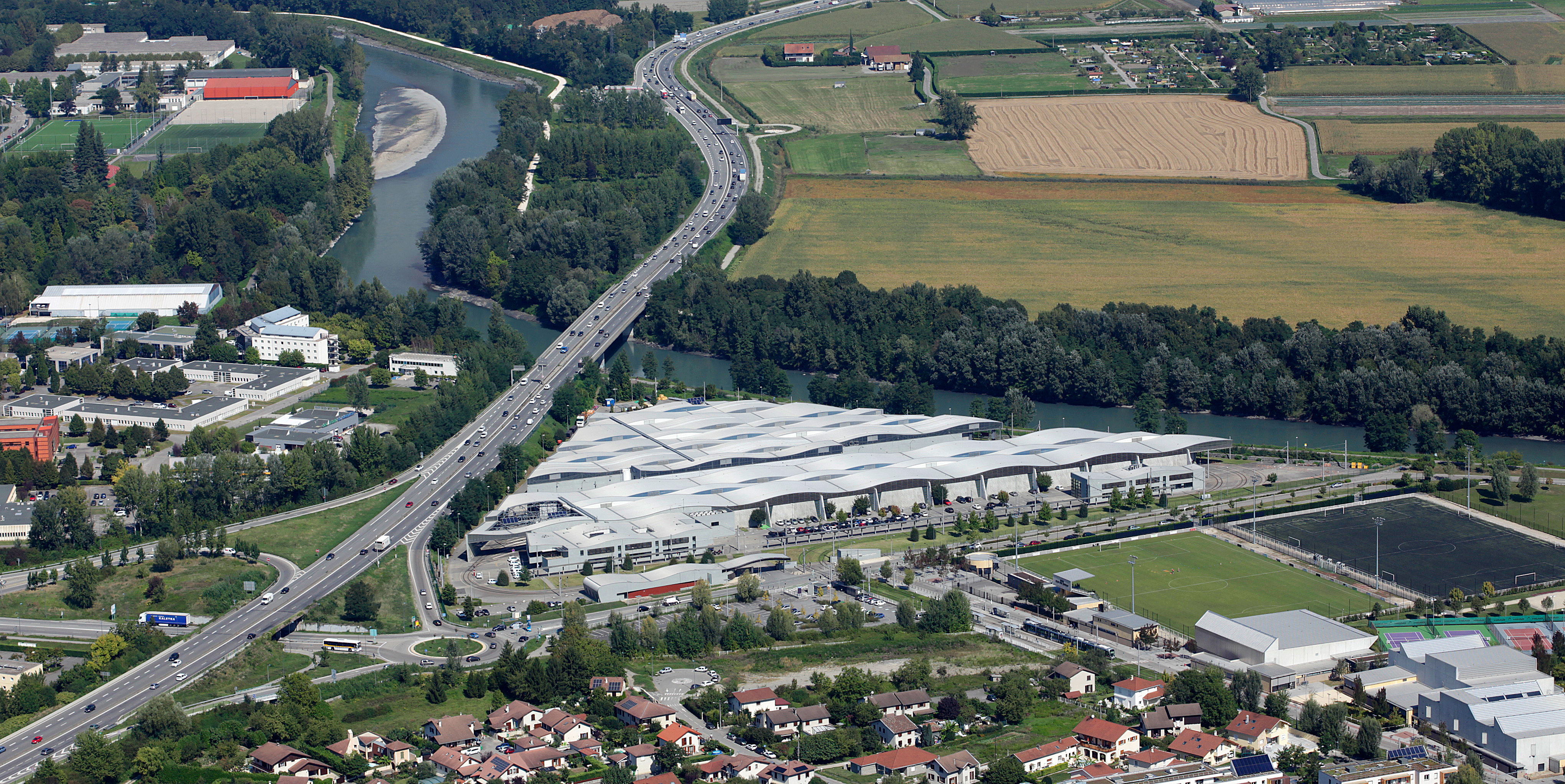
Le dépôt de Gières vu du ciel.

Les rames son remisées et entretenues au centre de maintenance des tramways de Gières accessible depuis l'arrière-gare du terminus Plaine des Sports. Jusqu'à l'ouverture du dépôt en 2005, les rames étaient remisées et entretenues au dépôt d'Eybens avec les rames de la ligne A.
Le dépôt de Gières accueille aussi les lignes C, D et E du tramway.

## Projet annexe
Des études menées par la métropole de Grenoble afin de créer un transport par câble entre le massif du Vercors et le terminus de la ligne A du tramway ont été abandonnées en 2014. Cependant, la métropole a retenu en juillet 2015 le principe du tracé d'un téléphérique urbain, le métrocâble, devant relier à l'horizon 2023 le terminus de cette ligne A à la ligne E du tramway de Saint-Martin-le-Vinoux via deux ou trois stations dont l'une sera le terminus de la Ligne B du tramway sur la presqu'île scientifique.

## Tourisme
La ligne B dessert, d'ouest en est, les lieux d'attraction et monuments suivant :
- Le polygone scientifique ;
- Europole ;
- la Cité scolaire internationale ;
- la gare de Grenoble ;
- la basilique du Sacré-Cœur ;
- l'hyper-centre de Grenoble (place Victor-Hugo, Grenette, de Verdun, etc.) ;
- l'église Saint-Louis ;
- le lycée Stendhal ;
- la halle Sainte-Claire (Rue Alphand);
- le quartier Notre-Dame et sa cathédrale ;
- le musée de l'Ancien Évêché
- le musée de Grenoble ;
- le quartier de l'Île-Verte ;
- le domaine de la Merci ;
- le centre hospitalier universitaire Grenoble-Alpes ;
- le domaine universitaire ;
- les archives départementales de l'Isère ;
- la gare de Grenoble-Universités-Gières.